# Pryeria simonyi
Pryeria simonyi is een vlinder uit de familie bloeddrupjes (Zygaenidae). De wetenschappelijke naam van deze soort is voor het eerst geldig gepubliceerd in 1899 door Rebel.
De soort komt voor in tropisch Afrika.